# Den levande mumien
Den levande mumien, alternativt Den levande döde, är en svensk dramafilm från 1917 i regi av Fritz Magnussen. 
Filmen premiärvisades 13 augusti 1917 på Strix i Stockholm. Den spelades in vid Svenska Biografteaterns ateljé på Lidingö av Hugo Edlund. 

## Rollista (i urval)
- Richard Lund – Oswald Read, privatdetektiv
- Alfred Lundberg – Ernest Wearnkeal, professor
- Karin Molander – Ester Wearnkeal, hans dotter
- John Ekman – Charles Montemar
- William Larsson – Leonard Nachem, antikvitetshandlare och hälare
- Josua Bengtson – Danny Creake